# Толл-подобные рецепторы
Толл-подобные рецепторы (англ. Toll-like receptor, TLR; от нем. toll — большой, восхитительный) — класс клеточных рецепторов с одним трансмембранным фрагментом, которые распознают консервативные структуры микроорганизмов и активируют клеточный иммунный ответ. Играют ключевую роль во врождённом иммунитете. Например, толл-подобный рецептор 4 узнаёт и связывается с консервативной структурой клеточной стенки грамотрицательных бактерий — липополисахаридом. Название получили благодаря сходству с белком, который кодируется открытым в 1985 году геном Toll у дрозофилы.
Известно 13 толл-подобных рецепторов млекопитающих, обозначаемых аббревиатурами от TLR1 до TLR13, которые связывают различные лиганды и продуцируются в организме различными типами клеток. У человека существует 10 толл-подобных рецепторов (от TLR1 до TLR10), у мыши — 12 (от TLR1 до TLR9, а также TLR11-13). Ген TLR11 у человека содержит несколько стоп-кодонов, и белок не синтезируется. Предполагается, что этот ген у человека репрессирован из-за гомологии естественного лиганда с профилином человека и его потенциальной реакции на этот белок.

## История открытия
В 1985 году при исследовании различных мутаций у мушки-дрозофилы знаменитый немецкий биолог Кристиана Нюсляйн-Фольхард обнаружила личинок-мутантов с недоразвитой вентральной частью тела. Её немедленная реплика была «Das war ja toll!» («Вот это класс!»). Эпитет толл (классный) был позднее дан соответствующему гену в качестве его названия.
В 1996 году выяснилось, что этот ген отвечает не только за дорзо-вентральную поляризацию при эмбриональном развитии, но и за устойчивость дрозофилы к грибковой инфекции. Это открытие французского ученого Жюля Офмана было удостоено Нобелевской премии 2011 года. В 1997 году Руслан Меджитов и Чарлз Джейнуэй из Йельского университета обнаружили толл-подобный гомологичный ген у млекопитающих (сейчас он носит название TLR4). Оказалось, что TLR4 вызывает активацию ядерного фактора каппа-B NF-κB таким же образом, как и интерлейкин-1. Наконец, в 1998 году выяснилось, что лигандом для рецептора является компонент клеточной стенки грамотрицательных бактерий липополисахарид.

## Функционирование

### TIRдомен
После активации толл-подобных рецепторов происходит их олигомеризация. Олигомерный рецептор способен связывать несколько внутриклеточных адаптерных белков, которые обеспечивают последующую передачу сигнала. Эти белки имеют участок специфического связывания с активированными толл-подобными рецепторами, TIR (от англ. Toll-interleukin-1 receptor) домен, который состоит из 3 консервативных участков, участвующих в белок-белковом взаимодействии. Всего существует 5 адаптерных белков с TIR-доменом: MyD88, TIRAP, TRIF, TRAM и SARM. Различные рецепторы имеют свой набор этих адаптерных белков необходимых для передачи сигнала. Только рецептор TLR4 способен связывать все 5 белков.

### Активация и передача сигнала
В неактивном состоянии толл-подобные рецепторы находятся в мембране в мономерном состоянии. При активации они димеризуются, что приводит к последующей передаче сигнала внутрь клетки. Большинство рецепторов образуют гомодимеры, в то время как, например TLR2 образует гетеродимеры с TLR1 или TLR6 в зависимости от лиганда. Активация толл-подобных рецепторов происходит при связывании лигандов, которыми для них являются определённые структуры бактерий, вирусов и грибков. Функционирование некоторых толл-подобных рецепторов может также зависеть от ко-рецепторов. Например, TLR4 рецептор для распознавания бактериального липополисахарида требует наличия MD-2, CD14 и липополисахарид-связывающего белка.
После связывания лиганда и активации рецептора он связывается в цитоплазме с TIR домен-содержащими адаптерными белками, набор которых варьирует в зависимости от типа рецептора и сигнального пути. Например, TLR3 связывается с TICAM-1 (TRIF). TLR4 может взаимодействовать либо с MyD88 и TIRAP, индуцируя синтез провоспалительных цитокинов, либо с TICAM-1 и TICAM-2, что приводит к синтезу интерферонов. Адаптерные белки связываются со специфическими ферментами-киназами (IRAK1, IRAK4, TBK1 или IKKi), которые значительно усиливают сигнал и приводят в конечном итоге к индукции определённых генов, которые определяют воспалительный ответ клетки. В целом, толл-подобные рецепторы являются одними из наиболее мощных клеточных генных модуляторов.

## Типы
Толл-подобные рецепторы активируются различными лигандами, которые, главным образом, являются структурными компонентами бактерий, вирусов и грибков. Они также различаются по адаптерным белкам, с которыми связываются их цитозольные фрагменты. Рецепторы, как правило, локализуются на клеточной мембране, но могут быть и внутри клетки. Набор толл-подобных рецепторов варьирует в зависимости от типа клетки.
| Рецептор | Лиганд(ы)                                              | Локализация лиганда                | Адаптерные белки      | Локализация рецептора                              | Тип клеток                                                                               |
| -------- | ------------------------------------------------------ | ---------------------------------- | --------------------- | -------------------------------------------------- | ---------------------------------------------------------------------------------------- |
| TLR1     | многочисленные триациллипопептиды                      | Бактерии                           | MyD88/TIRAP           | клеточная поверхность                              | - моноциты/макрофаги - подтип дендритных клеток - B-лимфоциты                            |
| TLR2     | многочисленные гликолипиды                             | Бактерии                           | MyD88/TIRAP           | клеточная поверхность                              | - моноциты/макрофаги - Миелоидные дендритные клетки - тучные клетки                      |
| TLR2     | липопротеины                                           | Бактерии                           | MyD88/TIRAP           | клеточная поверхность                              | - моноциты/макрофаги - Миелоидные дендритные клетки - тучные клетки                      |
| TLR2     | липопептиды                                            | Бактерии                           | MyD88/TIRAP           | клеточная поверхность                              | - моноциты/макрофаги - Миелоидные дендритные клетки - тучные клетки                      |
| TLR2     | липотейхоевая кислота                                  | Бактерии                           | MyD88/TIRAP           | клеточная поверхность                              | - моноциты/макрофаги - Миелоидные дендритные клетки - тучные клетки                      |
| TLR2     | пептидогликан                                          | Грамположительные бактерии         | MyD88/TIRAP           | клеточная поверхность                              | - моноциты/макрофаги - Миелоидные дендритные клетки - тучные клетки                      |
| TLR2     | HSP70                                                  | Клетки хозяина                     | MyD88/TIRAP           | клеточная поверхность                              | - моноциты/макрофаги - Миелоидные дендритные клетки - тучные клетки                      |
| TLR2     | зимозан                                                | Грибы                              | MyD88/TIRAP           | клеточная поверхность                              | - моноциты/макрофаги - Миелоидные дендритные клетки - тучные клетки                      |
| TLR2     | Прочие                                                 |                                    | MyD88/TIRAP           | клеточная поверхность                              | - моноциты/макрофаги - Миелоидные дендритные клетки - тучные клетки                      |
| TLR3     | двухцепочечная РНК, поли I:C                           | Вирусы                             | TRIF                  | внешняя плазматическая мембрана и мембрана эндосом | - Дендритные клетки - B-лимфоциты                                                        |
| TLR4     | липополисахарид                                        | Грамотрицательные бактерии         | MyD88/TIRAP/TRIF/TRAM | клеточная поверхность                              | - моноциты/макрофаги - Миелоидные дендритные клетки - тучные клетки - эпителий кишечника |
| TLR4     | некоторые белки теплового шока                         | Бактерии и клетки хозяина          | MyD88/TIRAP/TRIF/TRAM | клеточная поверхность                              | - моноциты/макрофаги - Миелоидные дендритные клетки - тучные клетки - эпителий кишечника |
| TLR4     | фибриноген                                             | Клетки хозяина                     | MyD88/TIRAP/TRIF/TRAM | клеточная поверхность                              | - моноциты/макрофаги - Миелоидные дендритные клетки - тучные клетки - эпителий кишечника |
| TLR4     | гепарансульфатные фрагменты                            | Клетки хозяина                     | MyD88/TIRAP/TRIF/TRAM | клеточная поверхность                              | - моноциты/макрофаги - Миелоидные дендритные клетки - тучные клетки - эпителий кишечника |
| TLR4     | гиалуроновая кислота фрагменты                         | Клетки хозяина                     | MyD88/TIRAP/TRIF/TRAM | клеточная поверхность                              | - моноциты/макрофаги - Миелоидные дендритные клетки - тучные клетки - эпителий кишечника |
| TLR4     | Прочие                                                 |                                    | MyD88/TIRAP/TRIF/TRAM | клеточная поверхность                              | - моноциты/макрофаги - Миелоидные дендритные клетки - тучные клетки - эпителий кишечника |
| TLR5     | флагеллин                                              | Бактерии                           | MyD88                 | клеточная поверхность                              | - моноциты/макрофаги - подтип дендритных клеток - эпителий кишечника                     |
| TLR6     | многочисленные диациллипопептиды                       | Микоплазма                         | MyD88/MAL             | клеточная поверхность                              | - моноциты/макрофаги - тучные клетки - B-лимфоциты                                       |
| TLR7     | имидазохинолин                                         | Небольшие синтетические компоненты | MyD88                 | внутриклеточная                                    | - моноциты/макрофаги - Плазмацитоидные дендритные клетки - B-лимфоциты                   |
| TLR7     | локсорибин (аналог гуанозина)                          | Небольшие синтетические компоненты | MyD88                 | внутриклеточная                                    | - моноциты/макрофаги - Плазмацитоидные дендритные клетки - B-лимфоциты                   |
| TLR7     | бропиримин                                             | Небольшие синтетические компоненты | MyD88                 | внутриклеточная                                    | - моноциты/макрофаги - Плазмацитоидные дендритные клетки - B-лимфоциты                   |
| TLR7     | одноцепочечная РНК                                     |                                    | MyD88                 | внутриклеточная                                    | - моноциты/макрофаги - Плазмацитоидные дендритные клетки - B-лимфоциты                   |
| TLR8     | небольшие синтетические компоненты; одноцепочечная РНК |                                    | MyD88                 | внутриклеточная                                    | - моноциты/макрофаги - подтип дендритных клеток - тучные клетки                          |
| TLR9     | неметилированные участки CpG ДНК                       | Бактерии                           | MyD88                 | внутриклеточная                                    | - моноциты/макрофаги - Плазмацитоидные дендритные клетки - B-лимфоциты                   |
| TLR10    | неизвестно                                             | Неизвестно                         | MyD88                 | клеточная поверхность                              | - моноциты/макрофаги - B-лимфоциты                                                       |
| TLR11    | Профилин                                               | Уропатогенные бактерии             | MyD88                 | клеточная поверхность                              | - моноциты/макрофаги - клетки печени - почки - эпителий мочевого пузыря                  |
| TLR12    | неизвестно                                             |                                    | неизвестно            | неизвестно                                         |                                                                                          |
| TLR13    | неизвестно                                             |                                    | неизвестно            | неизвестно                                         |                                                                                          |